# جامعة تيسمسيلت
جامعة تيسمسيلت (بالفرنسية: Université de Tissemsilt)،(جامعة أحمد بن يحي الونشريسي) هي جامعة جزائرية تقع في ولاية تيسمسيلت.

## النشأة والتطور
- ملحقة جامعية و ذلك حسب المقرر الوزاري الصادر في 26 جمادى الثانية 1426 الموافق 1 أغسطس 2005.
- مركز جامعي بالمرسوم التنفيذي رقم 08-203 المؤرخ في 6 رجب 1429 الموافق 9 يوليو 2008.
- ترقية المركز الجامعي إلى مصاف جامعة، بموجب المرسوم التنفيذي رقم 20-337 الصادر في 22 نوفمبر 2020.[1]